# Giustizia e Pace con Minerva e Giove
Giustizia e Pace con Minerva e Giove, noto anche come Giustizia e Pace, è un dipinto a olio su tela (648 x 273 cm) realizzato tra il 1727 e il 1730 da Giambattista Pittoni nella collezione di Ca' Pesaro a Venezia.